# Wierzbowo (przystanek kolejowy)
Wierzbowo – zlikwidowany przystanek osobowy w Wierzbowie, w gminie Mrągowo, w powiecie mrągowskim w województwie warmińsko-mazurskim, w Polsce. Położona przy linii kolejowej z Mrągowa do Rucianego Nidy otwartej w 1898 roku. W 1945 roku linia została zamknięta i rozebrana.